# Suchintention
Suchintention (auch Abfrageabsicht, Suchabsicht oder Benutzerabsicht; englisch search intent, query intent oder user intent) ist die Identifizierung und Kategorisierung dessen, was ein Online-Nutzer zu finden beabsichtigte oder wollte, als er seine Suchbegriffe in eine Online-Web-Suchmaschine eingab, zum Zwecke der Suchmaschinenoptimierung oder der Optimierung der Konversionsrate. Beispiele für Suchintention sind die Überprüfung von Fakten, das Vergleichen von Einkäufen oder das Navigieren zu anderen Websites.

## Optimierung
Um die Platzierung in Suchmaschinen zu verbessern, müssen Vermarkter Inhalte erstellen, die den Suchanfragen der Nutzer auf ihren Smartphones oder Desktops am besten entsprechen. Die Erstellung von Inhalten mit Blick auf die Absicht der Nutzer hilft, den Wert der präsentierten Informationen zu erhöhen. Die Keyword-Recherche kann dabei helfen, die Absicht der Nutzer zu ermitteln. Die Suchbegriffe, die ein Benutzer in eine Websuchmaschine eingibt, um Inhalte, Dienstleistungen oder Produkte zu finden, sind die Wörter, die auf der Webseite verwendet werden sollten, um sie für die Suchintention zu optimieren.

## Arten
Es gibt verschiedene Möglichkeiten, die Kategorien der Nutzerabsichten zu klassifizieren, im Großen und Ganzen lassen sie sich aber in dieselben Gruppen einteilen. Bis vor kurzem gab es drei große Kategorien: Informations-, Transaktions- und Navigationszwecke. Nach dem Aufkommen der mobilen Suche sind jedoch andere Kategorien aufgetaucht oder haben sich in spezifischere Kategorien unterteilt. Da mobile Nutzer zum Beispiel nach Wegbeschreibungen oder Informationen über einen bestimmten Ort suchen, haben einige Vermarkter Kategorien wie „lokale Absicht“ vorgeschlagen, wie bei Suchen wie „XY in meiner Nähe“.